# Eje medio

Una elipse (roja), su evoluta (azul) y su eje medio (verde). El conjunto simetría (symmetry set), un superconjunto del eje medio, está formado por las líneas verde y amarilla. También, se muestra un círculo bitangente.

El eje medio de un objeto es el conjunto de todos los puntos que tienen más de un punto más cercano al borde del objeto. Originalmente conocido como el esqueleto topológico, fue introducido por Blum como una herramienta para el reconocimiento de formas biológicas.
En matemáticas, la clausura topológica del eje medio se conoce como el lugar geométrico de corte (cut locus).
En 2D, el eje medio de una curva plana S es el lugar geométrico de los centros de los círculos que son tangentes a la curva S en dos o más puntos, en el que todos estos círculos están contenidos en S. (De ello se desprende que el eje medio se encuentra en S.) El eje medio de un polígono simple es un árbol cuyas hojas son los vértices del polígono y cuyas aristas son segmentos de rectas o arcos de parábolas.
El eje medio junto con la función radio asociada de los discos máximos inscritos se denomina la transformación del eje medio. La transformación del eje medio es un descriptor de formas completo (ver también análisis de formas), lo que significa que puede ser utilizado para reconstruir la forma del dominio original.
El eje medio es un subconjunto del conjunto simetría que se define de manera similar, excepto que también incluye a los círculos que no están contenidos en S. (Por lo tanto, el conjunto simetría de S se extiende generalmente hasta el infinito, similar al diagrama de Voronoi de un conjunto de puntos.)
El eje medio se generaliza a hipersuperficies de k-dimensiones mediante la sustitución de los círculos en 2D con hiperesferas de dimensión k. El eje medio en 2D es útil para el reconocimiento óptico de caracteres y de objetos, mientras que el eje medio en 3D tiene aplicaciones en la reconstrucción de superficies para modelos físicos y para la reducción dimensional de modelos complejos.
Si S está dada por una parametrización de la unidad de velocidad {\displaystyle \gamma :\mathbf {R} \to \mathbf {R} ^{2}}, y {\displaystyle {\underline {T}}(t)={d\gamma  \over dt}} es el vector tangente unitario en cada punto. Entonces, habrá un círculo bitangente con centro c y radio r si 
- {\displaystyle (c-\gamma (s))\cdot {\underline {T}}(s)=(c-\gamma (t))\cdot {\underline {T}}(t)=0,}
- {\displaystyle |c-\gamma (s)|=|c-\gamma (t)|=r.\,}

Para la mayoría de las curvas, el conjunto simetría formará una curva unidimensional y puede contener cúspides. El conjunto simetría tiene puntos finales correspondientes a los vértices de S.

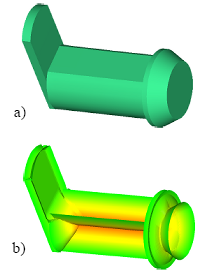
(a) Un simple objeto en 3D. (b) Su transformación del eje medio. Los colores representan la distancia desde el eje medio a los límites del objeto.